# Comuna Krehiv, Jovkva
Krehiv (în ucraineană Крехів) este o comună în raionul Jovkva, regiunea Liov, Ucraina, formată din satele Fiina, Kozulka, Krehiv (reședința), Kruta Dolîna, Maidan, Papirnea și Ruda-Krehivska.

## Demografie
Componența lingvistică a comunei Krehiv
     Ucraineană (99,7%)
     Alte limbi (0,24%)
Conform recensământului din 2001, majoritatea populației comunei Krehiv era vorbitoare de ucraineană (99,7%), existând în minoritate și vorbitori de alte limbi.